# Lino Morchio
Lino Morchio (San Pier d'Arena, 18 ottobre 1916 – ...) è stato un calciatore italiano, di ruolo difensore.

## Carriera
Cresciuto nel Liguria, nel 1937 passa al Savona in Serie C, con cui conquista la promozione in Serie B al termine della stagione 1939-1940.
Debutta tra i cadetti nel 1940-1941, disputando tre stagioni in Serie B per un totale di 67 presenze.

## Palmarès

### Club

#### Competizioni nazionali
- Serie C: 1

Savona: 1938-1939